# Pedistylis galpinii
Pedistylis galpinii är en tvåhjärtbladig växtart som först beskrevs av Schinz och Thomas Archibald Sprague, och fick sitt nu gällande namn av D. Wiens. Pedistylis galpinii ingår i släktet Pedistylis och familjen Loranthaceae. Inga underarter finns listade i Catalogue of Life.